# Nils Jönsson (politiker)
Nils Jönsson (i riksdagen kallad Jönsson i Gammalstorp), född 22 maj 1844 i Jämshögs socken, Blekinge län, död 10 oktober 1913 i Gammalstorps församling, Blekinge län, var en svensk lantbrukare och politiker.
Jönsson var lantbrukare i Gammalstorp i Blekinge. Han var ledamot av riksdagens andra kammare 1885–1908, invald i Listers domsagas valkrets. I riksdagen var han suppleant i särskilt utskott 1890 och 1905.